# ويليام باغلي
ويليام باغلي (بالإنجليزية: William Bagley)‏ هو لاعب كرة قدم بريطاني، ولد في القرن 20 في ولفرهامبتن في المملكة المتحدة. لعب مع نادي بورتسموث ونيوبورت كونتي.